# Stanko Arnold
Stanko Arnold, slovenski trobentar in pedagog, * 23. avgust 1949, Ravne na Koroškem.
Na Akademiji za glasbo v Ljubljani je leta 1981 diplomiral v razredu Antona Grčarja. Izpopolnjeval se je v Parizu. Med letoma 1968 in 1990 je bil solo trobentač v Simfoničnem orkestru Slovenske filharmonije. Prejel je več nagrad, med drugimi tudi Nagrado Prešernovega sklada (1982). Arnold je poučeval na Akademiji za glasbo v Ljubljani in na Univerzi za glasbo in uprizarjajočo umetnost v Gradcu. 